# Kos
Kos é uma unidade de medida utilizada no subcontinente indiano, em uso desde pelo menos desde o ano 4 a.C., para representar a maior distância na qual outro humano pode ser ouvido. 
O vocábulo deriva do termo em sânscrito, क्रोश krośa, que significa "chamar".
De acordo com o Artha-śāstra, um kos tem cerca de 3.000 metros ou 1,8 milhas. Outra conversão é baseada no imperador mogol Akbar, que padronizou a unidade para 5000 guz no Ain-i-Akbari. Os britânicos na Índia padronizaram o guz de Akbar para 33 polegadas, tornando o kos de aproximadamente 4.191 metros. Outra conversão sugeriu que um kos fosse de aproximadamente 2 milhas inglesas.

## Usos
Evidência de uso oficial existe desde o período védico até a era Mughal. Os idosos em muitas áreas rurais do subcontinente indiano ainda se referem a distâncias de áreas próximas em Kos. A maioria dos circuitos religiosos hindus de Parikrama são medidos em kos, como 720 kos parikrama de Kurukshetra . Ao longo das antigas rodovias da Índia , particularmente a Grand Trunk Road , ainda se encontram Kos Minars do Século XVI ao início do Século XVIII, ou marcadores de milhas, erguidos a distâncias de pouco mais de duas milhas.